# 赤渋町
赤渋町（あかしぶちょう）は、愛知県岡崎市の町名。18の小字が存在する。

## 地理
岡崎市南西部に位置し、東は天白町・法性寺町・牧御堂町、西は中之郷町、南は土井町、北は渡町に接する。

### 河川
- 矢作川

### 小字
- 圦ノ口（いりのぐち）
- 落（おち）
- 上池（かみいけ）
- 上河原（かみかわら）
- 上郷中（かみごうなか）
- 北浦（きたうら）
- 蔵西（くらにし）
- 下池（しもいけ）
- 下河原（しもかわら）
- 下郷中（しもごうちゅう）
- 千反原（せんだはら）
- 袖広（そでひろ）
- 田中（たなか）
- 寺前（てらまえ）
- 道本（どうほん）
- 西河原（にしかわら）
- 野中（のなか）
- 本屋敷（ほんやしき）

## 世帯数と人口
2021年（令和元年）4月1日現在の世帯数と人口は以下の通りである。
| 町丁   | 世帯数    | 人口    |
| ------ | --------- | ------- |
| 赤渋町 | 2,124世帯 | 5,152人 |

## 学区
市立小・中学校に通う場合、学区は以下の通りとなる。
| 番・番地等 | 小学校                   | 中学校                 | 高等学校普通科 |
| ---------- | ------------------------ | ---------------------- | -------------- |
| 全域       | 岡崎市立六ツ美西部小学校 | 岡崎市立六ツ美北中学校 | 三河学区       |

## 歴史
碧海郡赤渋村を前身とする。

### 町名の由来
田地の大部分が鉄気を帯びて赤色であったことによるとされる。

### 沿革
- 1889年（明治22年）10月1日 - 町村制施行・合併に伴い、碧海郡糟海村大字赤渋となる[7]。
- 1906年（明治39年）5月1日 - 合併に伴い、六ツ美村大字赤渋となる[8]。
- 1958年（昭和33年）10月15日 - 町制施行に伴い、六ツ美町大字赤渋となる[8]。
- 1962年（昭和37年）10月15日 - 岡崎市へ編入し、同市赤渋町となる[8]。

## 施設
- 岡崎市立六ツ美西部小学校
- 岡崎市六ツ美西部学区市民ホーム
- 岡崎市六ツ美西部学区こどもの家
- オカザキ製パン本社工場
- 松林寺
- 御鍬神社

## その他

### 日本郵便
- 郵便番号 : 444-0241[2]（集配局：岡崎郵便局[9]）。